# Жакі Мунарон
Жак Мунарон, відомий також як Жакі Мунарон (фр. Jacques Munaron, нар. 8 вересня 1956, Намюр) — бельгійський футболіст, що грав на позиції воротаря. По завершенні ігрової кар'єри — тренер. Найбільш відомий за виступамі в клубі «Андерлехт», а також у складі національної збірної Бельгії. Чотириразовий чемпіон Бельгії, шестиразовий володар Кубка Бельгії. Володар Кубка УЄФА, дворазовий володар Кубка Кубків УЄФА, дворазовий володар Суперкубка УЄФА.

## Клубна кар'єра
Жак Мунарон народився в місті Намюр, та розпочав виступи на футбольних полях у нижчоліговій бельгійській команді «Дінант». У 1974 році він привернув увагу представників тренерського штабу клубу «Андерлехт», та перейшов до складу брюссельської команди. З 1979 року він став основним воротарем «Андерлехт». У складі столичної команди 4 рази виборював титул чемпіона Бельгії, 4 рази ставав володарем Кубка Бельгії та двічі володарем Суперкубка Бельгії, ставав володарем Кубка УЄФА та двічі володарем Кубка Кубків УЄФА.
У 1989 році Жакі Мунарон перейшов до клубу «Льєж», у якому грав до 1992 року, у складі якого став володарем Кубка Бельгії у 1990 році.
У 1992 році Мунарон став гравцем команди «Стандард» з Льєжа, за яку виступав до 1994 року. У складі «Стандарда» ще один раз став володарем Кубка Бельгії. У кінці 1994 року завершив виступи на футбольних полях.

## Виступи за збірну
У 1982 році Жакі Мунарон дебютував у складі національної збірної Бельгії. У складі збірної був учасником чемпіонату світу 1982 року в Іспанії, на якому зіграв один матч проти збірної СРСР, в якому бельгійська збірна мінімально поступилась радянській збірній. Мунарон знаходився у складі збірної також і на чемпіонаті Європи 1984 року у Франції та чемпіонаті світу 1986 року у Мексиці, проте на поле не виходив. Загалом протягом кар'єри у національній команді, яка тривала до 1986 року, провів у її формі 8 матчів.

## Кар'єра тренера
Невдовзі по завершенні кар'єри гравця Жакі Мунарон у 1995 році розпочав тренерську кар'єру, та став тренером воротарів у бельгійському клубі «Ендрахт». У 2002—2006 роках він був тренером воротарів збірної Бельгії, одночасно в 2004—2007 роках тренував воротарів свого колишнього клубу «Андерлехт».
У 2009 році Жакі Мунарон став тренером воротарів турецького клубу «Трабзонспор», в якому працював протягом року. У 2010 році Мунарон став тренером воротарів клубу «Гент», в якому працював до 2014 року, після чого працював на аналогічних посадах у клубах «Дендер» та «Мускрон».
У 2017 році Жакі Мунарон став тренером воротарів бельгійського футзального клубу «Галле-Кук».

## Титули і досягнення
- Чемпіон Бельгії (4):

«Андерлехт»: 1980–1981, 1984–1985, 1985–1986, 1986–1987
- Володар Кубка Бельгії (6):

«Андерлехт»: 1974–1975, 1975–1976, 1987–1988, 1988–1989
«Льєж»: 1989–1990
«Стандард» (Льєж): 1992–1993
- Володар Суперкубка Бельгії (2):

«Андерлехт»: 1985, 1987
- Володар Кубка УЄФА (1):

«Андерлехт»: 1982–1983
- Володар Кубка Кубків УЄФА (2):

«Андерлехт»: 1975–1976, 1977–1978
- Володар Суперкубка УЄФА (2):

«Андерлехт»: 1976, 1978